# Сан-Франциско Готера
Сан-Франциско Готера (ісп. San Francisco Gotera) - місто в Сальвадорі, адміністративний центр департаменту Морасан.

## Історія
Був заснований в колоніальну епоху індіанцями. В 1875 році отримав статус міста.

## Економіка
Економіка міста заснована на виробництві цукрової тростини, кави, авокадо, ананасів, лимонів, бананів та інших культур.